# Progebiophilus filicaudatus
Progebiophilus filicaudatus är en kräftdjursart som först beskrevs av Sueo M. Shiino 1958.  Progebiophilus filicaudatus ingår i släktet Progebiophilus och familjen Bopyridae. Inga underarter finns listade i Catalogue of Life.